# Фабрисиу (футболист)
Фабрисиу дос Сантос Силва (порт. Fabrício dos Santos Silva; 11 января 1987, Сан-Паулу, Бразилия), также известный как просто Фабрисиу (порт. Fabrício) — бразильский футболист, защитник.

## Клубная карьера

### «Португеза Деспортос»
Фабрисиу дебютировал за клуб «Португеза Деспортос» в 2009 году, выйдя на замену, в матче бразильской Серии B против клуба «Понте-Прета». В своей четвёртой игре он забил первый гол за клуб в матче против «Брагантино».

### «Интернасьонал»
В апреле 2011 года Фабрисиу перешёл в «Интернасьонал» на правах аренды с правом выкупа до конца сезона. В мае он дебютировал за новый клуб в матче Чемпионата Бразилии против «Сантоса».
По окончании сезона, «Интернасьонал» принял решение воспользоваться правом выкупа и Фабрисиу подписал полноценный контракт с клубом. В 2012 году он стал чемпионом Лиги Гаушу.

### «Крузейро»
В 2015 году Фабрисиу перешёл в «Крузейро» на правах аренды до конца сезона. 12 апреля 2015 он дебютировал за клуб в полуфинале Лиги Минейро против «Атлетико Минейро». Первый гол забил в матче против «Атлетико Паранаэнсе».
В январе 2016 Фабрисиу перешёл в «Крузейро» на постоянной основе.

#### Аренда в «Палмейрас»
Однако в апреле 2016 Фабрисиу был отдан в аренду клубу «Палмейрас» до декабря 2017 года. Он дебютировал за «зелёно-белых» в матче Чемпионата Бразилии против «Гремио».

## Достижения
«Интернасьонал»
- Обладатель Рекопы Южной Америки: 2011
- Победитель Лиги Гаушу (3): 2012, 2013, 2014

«Палмейрас»
- Чемпион Бразилии: 2016